# Ігнатов Володимир Олексійович
Володимир Олексійович Ігнатов (5 червня 1938, Київ — 20 березня 2019, Київ) — український науковець-радіотехнік, педагог. Доктор технічних наук (1971), професор (1973). Автор великої кількості винаходів у галузі радіоелектронних систем та аерокосмічних комплексів, засновник власної наукової школи у галузі авіаційної й космічної радіоелектроніки.
У молоді роки — майстер спорту СРСР, чемпіон УРСР з вільної боротьби. Після закінчення інституту, майже 60 років — професор Київського інституту інженерів цивільної авіації (пізніше — Національного авіаційного університету; 1961—2019), із яких 31 рік — завідувач кафедри телекомунікаційних систем. Автор понад 500 наукових робіт, зокрема, близько 70 авторських свідоцтв на винаходи.
Заслужений діяч науки і техніки України (1991). Лауреат Державної премії України в галузі науки і техніки (1996) за створення метеорологічного радара типу «Буран». Член виконавчого комітету та єдиний представник України у Міжнародній федерації асоціацій винахідників.

## Життєпис
Народився 5 червня 1938-го року у Києві.
У 20 років став майстром спорту СРСР з вільної боротьби, у 22 — чемпіоном УРСР. Багатократний чемпіон спортивних товариств «Авангард» та «Спартак» (1958—1963).
У 1961-му році закінчив радіотехнічний факультет Київського інституту інженерів цивільного повітряного флоту (пізніше — Київський інститут інженерів цивільної авіації; КІІЦА) та здобув спеціальність «Радіоінженер авіаційного обладнання». Після закінчення інституту деякий час працював у ньому інженером радіополігону, розпочав педагогічну діяльність. Учень професора Людвіга Ільницького.
У 1966-му році здобув науковий ступінь кандидата технічних наук, захистивши дисертацію на тему «Оптимизация профилактического обслуживания устройств по критерию минимума среднего риска и статистической оценке интенсивностей внезапных отказов и ухудшения значений диагностических параметров».
З 1970-го року — завідувач нещодавно створеної кафедри авіаційного зв'язку (пізніше — телекомунікаційних систем). У 1971-му році здобув науковий ступінь доктора технічних наук, через два роки затверджений у вченому званні професора.
З 1980-го по 1985-й рік — декан факультету радіоелектронного обладнання КІІЦА. У 1984-му році закінчив Університет марксизму-ленінізму. У 1991-му році був нагороджений званням «Заслужений діяч науки і техніки УРСР».
У 1994-му році став членом виконавчого комітету та єдиним представником України у Міжнародній федерації асоціацій винахідників. Через два роки, першим серед українських винахідників (спільно із Володимиром Жаровим), був нагороджений золотою медаллю Всесвітньої організації інтелектуальної власності.

Могила Володимира Ігнатова, Берковецьке кладовище

У 2001-му році передав посаду завідувача кафедри телекомунікаційних систем своєму учню Георгію Конаховичу, залишивши собі обов'язки професора кафедри. Викладав до останніх днів життя. Помер на 81-му році життя 20 березня 2019-го року. Похований на Берковецькому кладовищі, неподалік від центрального входу (ділянка № 86, 50°29′17.68″ пн. ш. 30°23′41.95″ сх. д. / 50.4882444° пн. ш. 30.3949861° сх. д.).

## Наукова діяльність
Автор понад 500 наукових робіт, зокрема, близько 70 авторських свідоцтв на винаходи. Засновник власної наукової школи у галузі авіаційної й космічної радіоелектроніки. Науковий керівник та педагог близько 50-ти докторів та кандидатів наук, зокрема Георгія Конаховича, Олексія Кучера, Фелікса Яновського, Олега Петрашевського.
На посаді завідувача кафедри авіаційного зв'язку, разом із колегами, досліджував та створював нові методи синтезу, оптимізації якості складних систем, прогнозування оптимального технічного обслуговування систем, що розробляються.
З 1972-го по 1976-й рік, за дорученням Міністерства цивільної авіації СРСР, керував циклом робіт із розробки інформаційно-вимірювальних комплексів для наземного діагностування у динамічних режимах бортових систем автоматизованого керування польотом повітряних суден задля забезпечення їх посадки. На Мінському заводі цивільної авіації № 407 разом з колегами розробив інформаційно-вимірювальний комплекс для технічного діагностування бортових систем автоматизованого керування польотом літака Ту-134.
У середині 1990-х років, разом із співробітниками Науково-дослідного інституту «Буран» та заводу «Радар», розробив метеорологічний радар типу «Буран» для встановлення на вітчизняних літаках. У 1996-му році за участь у створенні радара був нагороджений Державною премією України в галузі науки і техніки.
Один із ініціаторів створення англомовної програми лекцій в НАУ. Викладав англійською мовою курси «Основи теорії передачі інформації», «Основи наукових досліджень», «Системи мобільного зв'язку і передачі даних цивільної авіації», «Системи повітряного зв'язку цивільної авіації».
Академік Академії зв'язку України. Перший заступник голови Ради Товариства винахідників і раціоналізаторів України. Заслужений професор НАУ. Результати наукових досліджень та винаходів Володимира Ігнатова застосовують у своїй роботі найбільші авіакомпанії світу та колишнього СРСР: «Аерофлот», «Міжнародні авіалінії України», «Аеросвіт», «Lufthansa», «Air France» тощо.

## Науковий доробок (частковий)
- «Марковская аппроксимация и анализ качества изделий» // В. А. Игнатов, Г. Г. Маньшин; Минск: Изв. АН БССР, сер. ФТН, 1970. — № 3. — с. 56-64.
- «Многоканальные системы передачи информации» [Текст] / Н. Д. Босый, канд. техн. наук, В. А. Игнатов, д-р техн. наук. — Москва: Знание, 1974. — 64 с. : черт.; 20 см.
- «Статистическая оптимизация качества функционирования электронных систем» [Текст] / В. А. Игнатов, Г. Г. Маньшин, В. А. Трайнев ; Под ред. акад. Е. Г. Коновалова. — Москва: Энергия, 1974. — 264 с. : граф.; 20 см.
- «Элементы теории оптимального обслуживания технических изделий» [Текст] / В. А. Игнатов, Г. Г. Маньшин, В. В. Костановский ; Под ред. акад. Е. Г. Коновалова. — Минск: Наука и техника, 1974. — 191 с. : граф.; 20 см.
- «Организация радиосвязи в гражданской авиации» [Текст]: Учеб. пособие / В. А. Игнатов, С. М. Паук, В. Г. Потапов ; Киев. ин-т инженеров гражд. авиации. — Киев: КИИГ, 1975. — 65 с. : ил.; 20 см.
- «Диагностические комплексы систем автоматического самолетовождения» [Текст] / Под. общ. ред. д-ра техн. наук, проф. В. А. Игнатова. — Москва: Транспорт, 1975. — 271 с. : черт.; 22 см.
- «Обмен аналоговой информацией с ЭЦВМ» [Текст] / Под общ. ред. проф. В. А. Игнатова. — Минск: Наука и техника, 1975. — 108 с. : черт.; 20 см.
- «Методы и аппаратура технической диагностики сложных систем» [Текст] / Науч. ред. В. А. Игнатов ; О-во «Знание» УССР. — Киев: [б. и.], 1976. — 35 с. : ил.; 20 см.
- «Эффективность и надежность информационных сетей и систем» [Текст]: [Сборник статей] / О-во «Знание» УССР ; [Науч. ред. В. А. Игнатов]. — Киев: О-во «Знание» УССР, 1976. — 32 с. : черт.; 20 см.
- «Повышение эффективности УКВ радиосвязи» [Текст] / В. А. Игнатов, С. М. Паук, М. С. Шлафит ; Под ред. проф. В. А. Игнатова. — Москва: Транспорт, 1977. — 136 с. : ил.; 21 см.
- «Теория информации и передачи сигналов» [Текст]: [Учебник для вузов гражд. авиации]. — Москва: Сов. радио, 1979. — 278 с. : ил.; 22 см.
- «Обслуживание технических систем» [Текст]. — Киев: О-во «Знание» УССР, 1979. — 23 с. : ил.; 20 см — (Качество и надежность).
- «Прогнозирование оптимального обслуживания технических систем» [Текст] / Игнатов В. А., Уланский В. В., Таджи Тайсир. — Киев: О-во «Знание» УССР, 1981. — 20 с. : граф.; 20 см — (Качество и надежность / О-во «Знание» УССР).
- «Многоуровневая оптимизация диагностического обеспечения технических систем» / В. А. Игнатов, В. В. Уланский, П. А. Ковалевский. — Киев: о-во «Знание» УССР, 1982. — 23 с. : ил.; 20 см — (В помощь лектору и специалисту. / О-во «Знание» УССР).
- «Перспективные методы обслуживания и управления надежностью АИРЭО воздушных судов»: Сб. науч. тр. / Киев. ин-т инженеров гражд. авиации; [Редкол.: В. А. Игнатов (отв. ред.) и др.]. — Киев: КИИГА, 1982. — 132 с. : граф.; 20 см.
- «Методические указания и рекомендации по диагностированию РСО» / Министерство гражданской авиации СССР, Главное управление эксплуатации и ремонта авиационной техники, Киевский институт инженеров гражданской авиации имени 60-летия СССР ; исполнители: В. А. Игнатов (научный руководитель) [и др.]. — Москва: [б. и.] ; Киев: [б. и.], 1983 (обл. Киев, 1984). — 19, [2] с. : ил.; 21 см.
- «Контроль и диагностирование АиРЭО воздушных судов гражданской авиации»: Сб. науч. тр. / Киев. ин-т инженеров гражд. авиации им. 60-летия СССР; [Редкол.: В. А. Игнатов (отв. ред.) и др.]. — Киев: КИИГА, 1984. — 92 с. : ил.; 20 см.
- «Экспертные системы технического обслуживания» / В. А. Игнатов. — Киев: о-во «Знание» УССР, 1985. — 20 с.; 20 см — (В помощь лектору и специалисту. / О-во «Знание» УССР).
- «Вопросы оптимального обслуживания и ремонта АиРЭО воздушных судов гражданской авиации»: Сб. науч. тр. / Киев. ин-т инженеров гражд. авиации им. 60-летия СССР; [Редкол.: В. А. Игнатов (отв. ред.) и др.]. — Киев: КИИГА, 1985 (1986). — 112 с. : ил.; 20 см.
- «Проблемы повышения эффективности эксплуатации авиационного и радиоэлектронного оборудования воздушных судов гражданской авиации»: Сб. науч. тр. / Киев. ин-т инженеров гражд. авиации им. 60-летия СССР; [Редкол.: В. А. Игнатов (отв. ред.) и др.]. — Киев: КИИГА, 1987. — 112 с. : ил.; 20 см.
- «Принципы построения и эксплуатации систем связи воздушных судов»: [Учеб. пособие для вузов гражд. авиации] / В. А. Игнатов, Г. Ф. Конахович, В. В. Уланский, Ю. М. Хмелько; Киев. ин-т инженеров гражд. авиации им. 60-летия СССР. — Киев: КИИГА, 1988. — 171 с. : ил.; 20 см.
- «Автоматизация контроля авиационного и радиоэлектронного оборудования воздушных судов гражданской авиации»: Сб. науч. тр. / Киев. ин-т инженеров гражд. авиации им. 60-летия СССР; [Редкол.: В. А. Игнатов (отв. ред.) и др.]. — Киев: КИИГА, 1988 (1989). — 100 с. : ил.; 20 см.
- «Экспертные системы технического обслуживания в гражданской авиации» // В. А. Игнатов. — К.: Знание, 1990. — 24 с.
- «Теория информации и передачи сигналов»: [Учеб. для вузов гражд. авиации] / В. А. Игнатов. — 2-е изд., перераб. и доп. — Москва: Радио и связь, 1991. — 279,[1] с. : ил.; 22 см.
- «Асимптоматическая теория математического моделирования критериев оптимальности и ограничений» // В. А. Игнатов, Ю. Н. Минаев, Н. Н. Гузий; Захист інформації. № 4, 2004.
- «Оптимальное управление скаляризацией векторных критериев в конфликтующих системах» // В. А. Игнатов, Н. Н. Гузий; Проблеми інформатизації та управління. № 11, 2004.
- «Оптимальное управление информационной безопасностью» // В. А. Игнатов, Н. Н. Гузий; Проблеми інформатизації та управління. № 3, 2004.
- «Теоретические основы построения фрактально-избыточных систем» // Н. Н. Гузий, В. А. Игнатов; Проблеми інформатизації та управління. № 3, 2009.

### Авторські свідоцтва на винаходи (у співавторстві)
- 1976 — «Устройство для моделирования атмосферных явлений»
- 1978 — «Мажоритарное устройство для выделения проекций векторной величины»
- 1978 — «Способ управления симистором»
- 1979 — «Способ магнитной записи»
- 1979 — «Устройство выбора непрерывного сигнала по принципу „большинства“»
- 1979 — «Устройство для магнитной записи и воспроизведения»
- 1980 — «Способ управления ключевым элементом»
- 1980 — «Устройство для защиты силовой цепи от перегрузки и короткого замыкания»
- 1980 — «Ключ переменного тока»
- 1981 — «Мажоритарное устройство для выделения проекций векторной величины»
- 1981 — «Устройство для моделирования аэродинамических нагрузок»
- 1982 — «Фотоэлектрический датчик давления»
- 1982 — «Трехфазный коммутатор»
- 1983 — «Устройство для мажоритарного выбора составляющих многомерного векторного сигнала»
- 1985 — «Устройство автоматического управления промывкой осветляющего фильтра»
- 1985 — «Функциональный преобразователь»
- 1986 — «Погружной датчик мутности»
- 1986 — «Устройство для контроля мутности воды»
- 2005 — «Комбінований спосіб очищення конструктивних елементів від забруднень»
- 2006 — «Пристрій електроімпульсний гідравлічний для очищення конструктивних елементів від забруднень»
- 2006 — «Пристрій електроімпульсний пневматичний для очищення конструктивних елементів від забруднень»
- 2006 — «Пристрій електроімпульсний вакуумний для очищення конструктивних елементів від забруднень»
- 2006 — «Спосіб оперативної оцінки рівня льотної придатності об'єкта авіаційної техніки»
- 2006 — «Спосіб оперативної оцінки якості технічного стану і надійності функціонування газотурбінного двигуна»
- 2006 — «Комбінований спосіб оперативного вимірювання ступеня закоксування паливних форсунок газотурбінних двигунів»
- 2008 — «Спосіб оптимального керування діагностуванням радіоелектронних систем»
- 2009 — «Паралельний спосіб оптимального керування комплексуванням вимірників при нерівно точних вимірах фізичних величин»
- 2009 — «Рекурентний спосіб оптимального керування комплексуванням вимірників при нерівно точних вимірах фізичних величин»
- 2010 — «Спосіб оптимальної екстраполяції випадкових нестаціонарних сигналів на тлі завад»
- 2011 — «Цифровий оптимальний екстраполятор нестаціонарного трафіку комп'ютерних мереж»
- 2011 — «Спосіб двопараметричної оптимальної екстраполяції випадкових нестаціонарних сигналів на тлі завад»
- 2014 — «Рекурсивний спосіб оптимальної екстраполяції характеристик випадкового нестаціонарного процесу на фоні завад»

## Нагороди
- 1958 — майстер спорту СРСР з вільної боротьби
- 1960 — чемпіон УРСР з вільної боротьби
- 1970—1985 — три почесні знаки «Відмінник винахідництва й раціоналізаторства п'ятирічки»
- 1974 — медаль ВДНГ СРСР
- 1975 — медаль ВДНГ БРСР
- 1978 — «Кращий винахідник Київського інституту інженерів цивільної авіації»
- 1980 — «Відмінник винахідництва й раціоналізаторства СРСР»
- 1980 — «Ударник п'ятирічки»
- 1983 — «Відмінник Аерофлоту»
- 1984 — «За відмінні успіхи в галузі вищої освіти СРСР»
- 1985 — «Ударник п'ятирічки»
- 1985—1987 — три знаки «Переможець соціалістичного змагання»
- 1991 — Заслужений діяч науки і техніки УРСР
- 1996 — Державна премія України в галузі науки і техніки
- 1996 — золота медаль Всесвітньої організації інтелектуальної власності
- 2001 — золота медаль XXIX Міжнародної виставки винаходів (Женева)
- нагрудний знак «Винахідник СРСР»